# Lucia Dumitrescu
Lucia Dumitrescu (Buzău, Rumania, 29 de abril de 1990) es una cantante rumana. En 2009 formó parte de la expedición de Elena Gheorghe al Festival de la Canción de Eurovisión 2009 en Moscú, donde actuó junto a la representante rumana en los coros de "The Balkan Girls". Dumitrescu saltó a las portadas internacionales cuando, días más tarde al festival, la prensa británica acusó a Elena Gheorghe, la representante rumana en Eurovisión 2009, de hacer playback en su actuación y señalar a la corista como la verdadera cantante. Dumitrescu negó, por su parte, estas acusaciones. Un año más tarde se presentó, ya como cantante en solitario, al concurso Selecţia Naţională que elige a los representantes de Rumania para Eurovisión 2010, pero finalizó en 14.ª posición. 

## Carrera musical
Dumitrescu estudia psicología en el Colegio Nacional Iulia Haşdeu, de la Facultad de Psicología en la Universidad de Bucarest y, a lo largo de su aún corta trayectoria musical, ha ganado numerosos premios en concursos musicales, tanto a nivel nacional como internacional. Con once años, Dumitrescu ganó el programa de televisión rumano de TVR Lluvia de estrellas, interpretando una canción de Whitney Houston. También participó en el Festival Oso de Oro en Baia Mare, en 1996, un festival que ha proporciondo talentos como Elena Gheorghe.
En 2007, y con 17 años, la cantante rumana ganó el Festival Mamaia con su sencillo "În singurătate" y un promedio de 9,33 en sus votaciones, lo que le sirvió como carta de presentación para actuar en la banda del programa de televisión O la la, de la TVR. Dumitrescu aseguró que "fue la mejor experiencia, tanto por el equipo como por, especialmente, la atmósfera".
En 2010 se clasificó para la final de Selecţia Naţională con el objetivo de representar a Rumania en el Festival de la Canción de Eurovisión 2010 e interpretó la canción "See You in Heaven Michael", en homenaje a Michael Jackson. La cantante Paula Seling fue quien se hizo con el galardón y representará al país en Eurovisión 2010 tras vencer con su sencillo "Playing With Fire".

### Eurovisión 2009 y polémica
Lucia Dumitrescu formó parte del equipo que viajó a Moscú para representar a Rumania en el Festival de la Canción de Eurovisión 2009. La cantante fue seleccionada para hacer los coros del sencillo "The Balkan Girls" interpretado por Elena Gheorghe. Días más tarde al concurso, el tabloide británico Daily Mail sugirió que Gheorghe no era quien cantaba en el Festival de Eurovisión, sino que, en realidad, era Lucia Dumitrescu. Dan Manoliu, Jefe de la Delegación de Rumania calificó como "una gran estupidez" las acusaciones y recordó que Dumitrescu actuaba como corista de Gheorghe.
Tras las graves acusaciones de la prensa inglesa, Dumitrescu aseguró en el programa Happy Hour del canal TVR que Gheorghe no hizo playback en ningún momento de la actuación. Reiteró que Gheorghe fue quien cantó su canción y ella era, únicamente, una de las coristas en "The Balkan Girls". Incluso, realizó una audición en vivo para demostrar que su voz era diferente a la de Gheorghe.